# Oberstößwitz
Oberstößwitz ist ein Ortsteil der Stadt Nossen im sächsischen Landkreis Meißen. Er wurde am 1. November 1935 nach Raußlitz eingemeindet. Die Gemeinde Raußlitz mit ihren Ortsteilen schloss sich am 1. Januar 1994 mit den damaligen Gemeinden Ziegenhain und Rüsseina zur Gemeinde Ketzerbachtal zusammen, die am 1. Januar 2014 in die Stadt Nossen eingemeindet wurde.

## Geographie

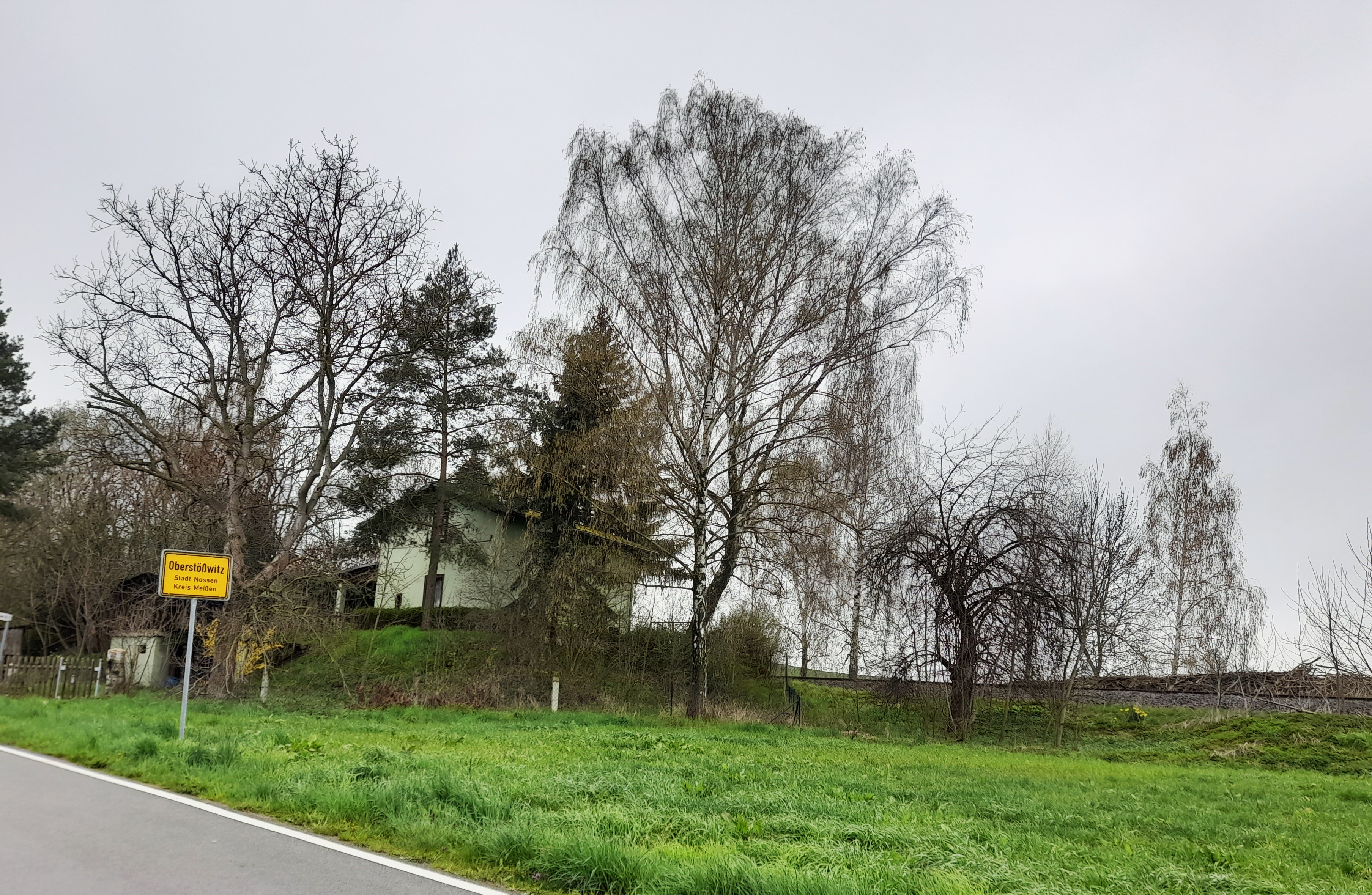
Haltepunkt Oberstößwitz, Bahnwärterhaus (2023)

### Geographische Lage und Verkehr
Oberstößwitz befindet sich im Zentrum der ehemals selbstständigen Gemeinde Ketzerbachtal, welche heute wiederum den zentralen Teil der Stadt Nossen ausmacht. Durch Oberstößwitz fließt der Ketzerbach, dessen Tal bezüglich des Naturraums zur Lommatzscher Pflege gehört.
Oberstößwitz besaß einen Haltepunkt an der Bahnstrecke Riesa–Nossen, auf der am 24. Mai 1998 der Personenverkehr eingestellt wurde. 

### Nachbarorte
| Höfgen |                                             | Pinnewitz |
| Kreißa | Kompassrose, die auf Nachbargemeinden zeigt | Raußlitz  |
|        | Saultitz                                    | Radewitz  |

## Geschichte
Oberstößwitz wurde im Jahr 1334 als Stysewicz urkundlich erwähnt. Zu dieser Zeit gehörte der Ort zum Amt Meißen, Supanie Raußlitz. Seit 1551 ist die Zugehörigkeit von Ziegenhain zur Grundherrschaft des Ritterguts Pinnewitz nachweisbar. Kirchlich ist Oberstößwitz seit jeher nach Rüsseina gepfarrt.
Oberstößwitz gehörte bis 1856 zum kursächsischen bzw. königlich-sächsischen Kreisamt Meißen. 1856 wurde der Ort dem Gerichtsamt Nossen und 1875 der Amtshauptmannschaft Meißen angegliedert. Mit Eröffnung des Abschnitts Lommatzsch–Nossen der Bahnstrecke Riesa–Nossen im Jahr 1880 erhielt Oberstößwitz zunächst noch keine Station an dieser Bahnstrecke. Der Haltepunkt Oberstößwitz wurde erst am 2. Januar 1917 als Ladestelle und am 7. Oktober 1950 als Haltestelle eröffnet.
Am 1. November 1935 wurde Oberstößwitz nach Raußlitz eingemeindet. Infolge der der zweiten Kreisreform in der DDR im Jahr 1952 kam Oberstößwitz als Teil der Gemeinde Raußlitz zum Kreis Meißen im Bezirk Dresden, der ab 1990 als sächsischer Landkreis Meißen fortgeführt wurde und 2008 im Zuge der zweiten sächsischen Kreisgebietsreform zum territorial vergrößerten, neuen Landkreis Meißen kam. 
Zum 1. Januar 1994 wurde aus den damaligen Gemeinden Raußlitz, Rüsseina und Ziegenhain mit ihren jeweiligen Ortsteilen die Gemeinde Ketzerbachtal neugebildet, welche am 1. Januar 2014 vollständig in die Stadt Nossen eingemeindet wurde. Die Postleitzahl von Oberstößwitz änderte sich dadurch von der 01623 zur 01683. Für den Haltepunkt Oberstoßwitz endete mit der Einstellung des Reisezugverkehrs auf der Bahnstrecke Riesa–Nossen zum Fahrplanwechsel am 24. Mai 1998 die Geschichte als Station des öffentlichen Personennahverkehrs.